# 鲍里斯·叶利钦
鲍里斯·尼古拉耶维奇·叶利钦（羅馬化：Boris Nikolayevich Yel'tsin，1931年2月1日—2007年4月23日），苏联和俄罗斯政治人物，俄罗斯联邦首任总统，任期为1991年至1999年。曾历任苏联共产党中央政治局候補委员、苏共莫斯科市委第一书记、苏俄最高苏维埃主席。
1990年，葉利欽被選為俄羅斯最高蘇維埃主席，1991年在選舉中當選俄羅斯蘇維埃聯邦社會主義共和國總統，成為俄羅斯歷史上首位民選的國家元首，同年12月促成蘇聯解體並由俄羅斯取代其大部分的地位。葉利欽是個充滿爭議的政治人物，他在蘇聯共產黨年代因矢言打擊貪污而聲名大噪，但其政權卻飽受貪污醜聞困擾，最後他更曾以武力鎮壓方式消灭异见者。他任內雖奉行自由主義制和民主制，但曾在1993年俄羅斯憲政危機中涉及破壞民主制度，然而他全力推動私有化與市場經濟，成功獲取西方的部分經濟支援，同時採取「休克疗法」令俄羅斯盡快走上資本主义，但此举亦讓俄羅斯經濟濒临崩潰，其被認為失敗的政策造成了寡頭、保守派與普丁的崛起。
1996年，叶利钦在选举中连任总统。他在苏联解体中所扮演的角色及言行举动鼓励了俄罗斯联邦内部的分离主义，例如车臣在其任内以类似叶利钦的方式宣布车臣共和国独立，叶利钦被迫在任內兩次向車臣發動攻擊，此行为使叶利钦在车臣的支持率大幅下降，并產生數次死傷慘重的恐怖行動。
1999年12月31日，他在踏入2000年的數小時前宣布辭職，當时全國民众对他選擇突然離開的決定感到震驚。而時任總理的普京出任代总统，從此葉利欽的政治生涯便告结束。
葉利欽辞职后保持低调，偶尔公开批评他的继任者。葉利欽于2007年4月23日因充血性心力衰竭去世。

## 早期生活
1931年2月1日，葉利欽生於蘇聯烏拉爾区斯維爾德洛夫斯克州塔利察区布特卡村一個農民家庭。在出生时接受东正教神父洗礼，由于神父粗心大意导致叶利钦差点溺死於水桶里，因此父亲取名为“鲍里斯”，其在俄语中意为勇士、斗士。父親尼古拉·伊格纳季耶维奇·叶利钦在1934年被指参與煽動反蘇維埃活動，被送入古拉格集中營勞改三年，出獄後曾做建築工。母親克拉吉雅·瓦西裡耶夫娜是一名裁縫。
叶利钦在七年级時由于在毕业典礼上严厉批评班主任而被开除，转入彼爾姆州別列茲尼基市普希金第一中學并於那里畢業。於1950年入讀乌拉尔工学院建築系並於1955年畢業，學位論文講述電視塔的建造。葉利欽青年時尤其愛好體育活動，中学开始练习排球，大学时担任年级体育部长，并在市排球隊效力，獲運動健將稱號。童年時的他跟同伴偷了兩顆手榴彈，帶到附近的樹林拆解，但葉爾欽卻拿起錘子敲打手榴彈，結果手榴彈爆炸，导致他的左手失去兩根手指。
大学毕业后，葉利欽被分配到乌拉尔重型管道建筑托拉斯担任工长，由于工作中勤学技术，和工人打成一片，因此不久后就被提拔为斯维尔德洛夫斯克市第13工程局建筑工程师，在工作中表现出对上级桀骜不驯的作风，多次在公开场合严厉批评工程局局长，因此被调至第13工程局下属的重工业联合体担任总工程师。1952年與妻子奈娜·葉利欽娜結婚，育有兩女——葉蓮娜和塔季揚娜。

## 苏共時期
1961年，30歲的葉利欽加入苏聯共產黨，同年9月担任斯维尔德洛夫斯克市建筑局局长，并兼任市家庭建筑联合体总工程师，其在斯維爾德洛夫斯克共產黨內漸露頭角。1968年至1975年間任蘇共斯維爾德洛夫斯克州黨委建築處處長；1976年至1981年間任蘇共斯維爾德洛夫斯克州黨委第一書記，在担任州党委第一书记期间就表现出十分亲民的作风，时常与工人、学生、知识分子等人进行座谈；1981年苏共26大上成為蘇共中央委員會委員。在斯维尔德洛夫斯克工作期间与时任乌拉尔重型机器制造厂总经理的雷日科夫和斯塔夫罗波尔边疆区区委第一书记的戈尔巴乔夫建立了良好的关系，为日后进入中央工作奠定了基础。
1985年成為他政治生涯的轉捩點。該年4月起他担任苏共中央建设部部长；6月接替多尔吉赫担任苏共中央书记处中分管建筑的书记；同年12月獲苏共中央总书记戈巴契夫亲自提拔，接替契尔年科的余党和戈巴契夫政治上的对手格里申，成為蘇共莫斯科市委第一書記，这是戈巴契夫在政治局肃清反对派势力计划的一部分。
葉利欽在莫斯科主政期間，以靈活大膽的作風著稱，挑戰當時僵化的黨政機構，任内和在斯维尔德洛夫斯克时一样多次与普通市民、干部、知识分子进行座谈，鼓励他们提意见。还多次明察暗访，揭露各行业黑暗面。厉行反腐，一次撤换了莫斯科33个区委书记中的23个，并且撤掉了包括市内务局、克格勃主席在内的多个局委的一把手职务。叶利钦与其它苏共官僚不同的是上下班都是自掏腰包乘坐公共汽车、地铁，因此被许多人（包括戈巴契夫）批评为沽名钓誉。
在中央，叶利钦更大的转折点出现在1987年11月11日。当日，政治局开会讨论纪念十月革命胜利70周年的报告草案，叶利钦突然发难，提出了20几条意见，严厉批評了戈巴契夫的政策，因此被免除莫斯科黨委第一書記職務，调任蘇聯國家建設委員會第一副主席。1988年2月17日，被進一步革除中央政治局候補委員職務，並於5月失去部長職銜。
不過，與蘇共關係陷於谷底，却让他在另一个政治方向迎来的新生，1989年戈尔巴乔夫推行全国人民代表选举。叶利钦以89.4%得票率當選蘇聯人民代表，重返政壇，並成為「民主反對勢力」實際领导人。1990年5月俄羅斯聯邦舉行第一次人民代表大會，他當選為俄聯邦最高蘇維埃主席，兩個月後，在蘇共二十八大上，葉利欽代表的「苏共民主纲领」派提出改造蘇聯社會的一系列措施，但未獲大會接納，會議結束後他隨即宣布退出蘇聯共產黨，結束近30年的黨内生涯。1991年6月12日，他以57.4%得票進一步當選俄羅斯聯邦總統。

## 蘇聯解體
1991年，戈巴契夫試圖將蘇聯改為一鬆散的邦聯——蘇維埃主權共和國聯盟，引發蘇共黨內的傳統派不滿，而蘇聯舊體制觸發的種種弊端卻又未能給予妥善解決，導致蘇共的威望一落千丈，各加盟共和國內的分離勢力大幅增長，令局勢一發不可收拾，傳統派為了挽救蘇共的既得利益，便準備以政變改變蘇聯的現狀。
8月19日，當時的蘇聯副總統亞納耶夫宣佈總統戈巴契夫因健康原因無法履行職權，總統職務由其代為行使，其後亞納耶夫會同當時的蘇聯國防部長亞佐夫元帥及克格勃首腦等人宣佈成立「国家緊急狀態委員會」，聲稱戈氏的改革已經失敗，下令武裝部隊接管國家政權，同時軟禁了在克里米亞度假的戈巴契夫。
軍隊的手法引發人民不安，時任俄羅斯聯邦總統的地方一把手葉爾欽，聲稱協助戈巴契夫推動蘇聯的改革，隨後宣佈接管俄羅斯境內的全部蘇軍，並要求軍民反對政變，各军队返回原驻地。在國內外的壓力之下，政變遂告失敗。但不久葉爾欽即轉而施壓，令蘇聯共產黨在俄羅斯境內列為非法宣布強制解散，戈巴契夫亦宣布辭去該黨中央委員會總書記職務。11月6日，蘇聯共產黨在俄羅斯的解散正式生效。
少了共產黨的維繫，聯盟內其他加盟國纷纷响应，离开蘇聯，紅色帝國在於此时已经名存实亡，而沒有其他加盟國後，葉爾辛也能開始鞏固權力。同年年底，葉爾欽与白俄罗斯最高苏维埃主席舒什克维奇、乌克兰总统克拉夫丘克，在白俄罗斯的首府明斯克签约，成立独立国家联合体，以建立一个类似英联邦的架构来取代蘇維埃聯盟。1991年12月25日，蘇聯总统戈巴契夫宣布辞职，将病入膏肓的俄羅斯政權移交给俄羅斯總統。葉爾欽至此取代了蘇聯大部分的地位，正式成为了俄羅斯聯邦的第一任總統。

## 黑色十月

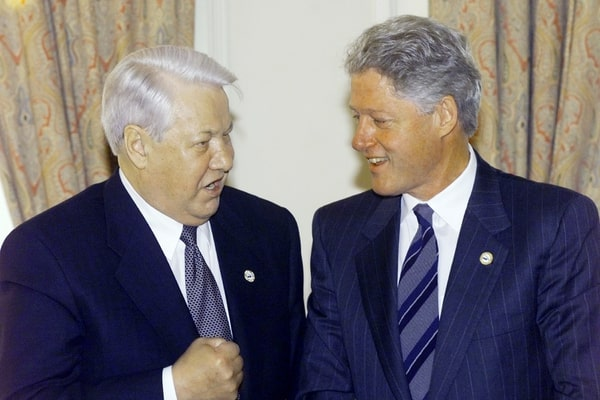
葉利欽與比爾·克林頓

蘇聯解體後，百廢待興，俄羅斯各派系對未來的體制爆發嚴重分歧。1992年初葉利欽推行激進的改革政策，执意推行西方總統制，而俄羅斯國會議長哈斯布拉托夫與副總統魯茨科伊認為俄羅斯應當實行議會制，1992年4月，兩派的分歧在俄羅斯第四次人民代表大會上公開，雙方不論在改革政策、新憲法內容、俄羅斯政體以及外交政策都出現嚴重分歧。
1993年9月，葉利欽首先解除副總統職務，並成立俄羅斯聯邦委員會，以取代最高蘇維埃的舊有角色。9月21日，葉利欽並宣佈俄羅斯聯邦新立法機關——聯邦會議將於年底大選；而同一天，俄議會主席團通過致俄羅斯公民書，廢止葉利欽中止議會權力的命令，停止葉利欽的總統職務，並宣佈剛被葉利欽免職的魯茨科伊，將接替其總統職務。
9月24日開始，葉利欽下令軍隊包圍議會大廈，舉國震動。政府最初中斷國會對外聯繫，隨後進一步停止供電、供水。約10月3至4日，雙方談判未有進展時，葉利欽下令政府軍進攻議會大廈，戰鬥長達10小時後，終於結束了陷於分裂的政治局面。事件中，多份左派及俄罗斯民族主义報紙被禁，議長哈斯布拉托夫一派的人被捕，俄羅斯官方指共造成142人死亡，744人受傷。主要由左派及俄罗斯民族主义者组成的反对派则指事件中超过两千人被杀。此事件使俄罗斯重新拉回限制，表面上自由民主的威权体制大致成形。

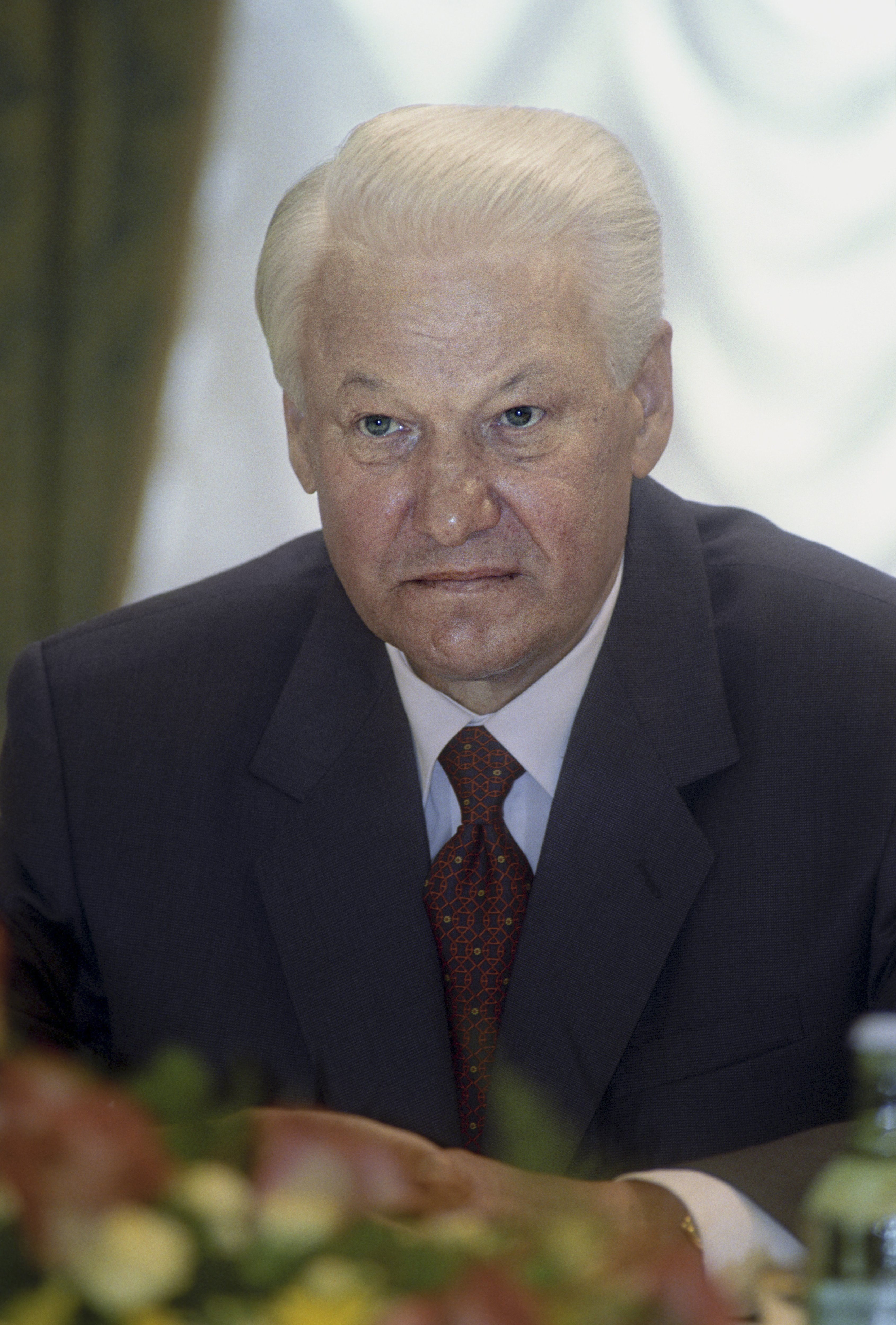
1997年的葉利欽

1996年总统大选，在種種的社會問題未解決的情况下，俄罗斯金融寡头及西方国家害怕叶利钦落选会损害他们的既得利益，叶利钦获得西方国家和俄罗斯金融寡头的一致支持。即使如此叶利钦的支持率仍然非常低，最后葉利欽通过选举舞弊击败俄罗斯联邦共产党的候選人留加諾夫，成功连任总统。

## 任內表现
葉利欽當政期間，雖然起初全力推動自由市場經濟以及與國際政治接軌，但是民主流於空洞，過大的總統權力，讓俄羅斯的政治過程成為個人領導，過快的經濟改革卻讓俄羅斯經濟陷於崩潰，作風過於威權與強勢也讓人有所批評。
而施政末期短期國債的發行更導致俄羅斯陷入空前的經濟危機；閣員與總理更迭過快也導致政局不穩。對葉利欽影響最大的仍然是車臣獨立問題，車臣戰爭的懸而未決，大大地損害了葉利欽於國民心中的地位。
踏入2000年時，美國有線新聞網絡指葉利欽當時的民望，僅得大概2%。 而到了2001年的俄國民意調查顯示，高達66.1%的俄羅斯人認為葉利欽、戈巴契夫應對蘇聯解體後，國家多年的困境負責。

## 辭職

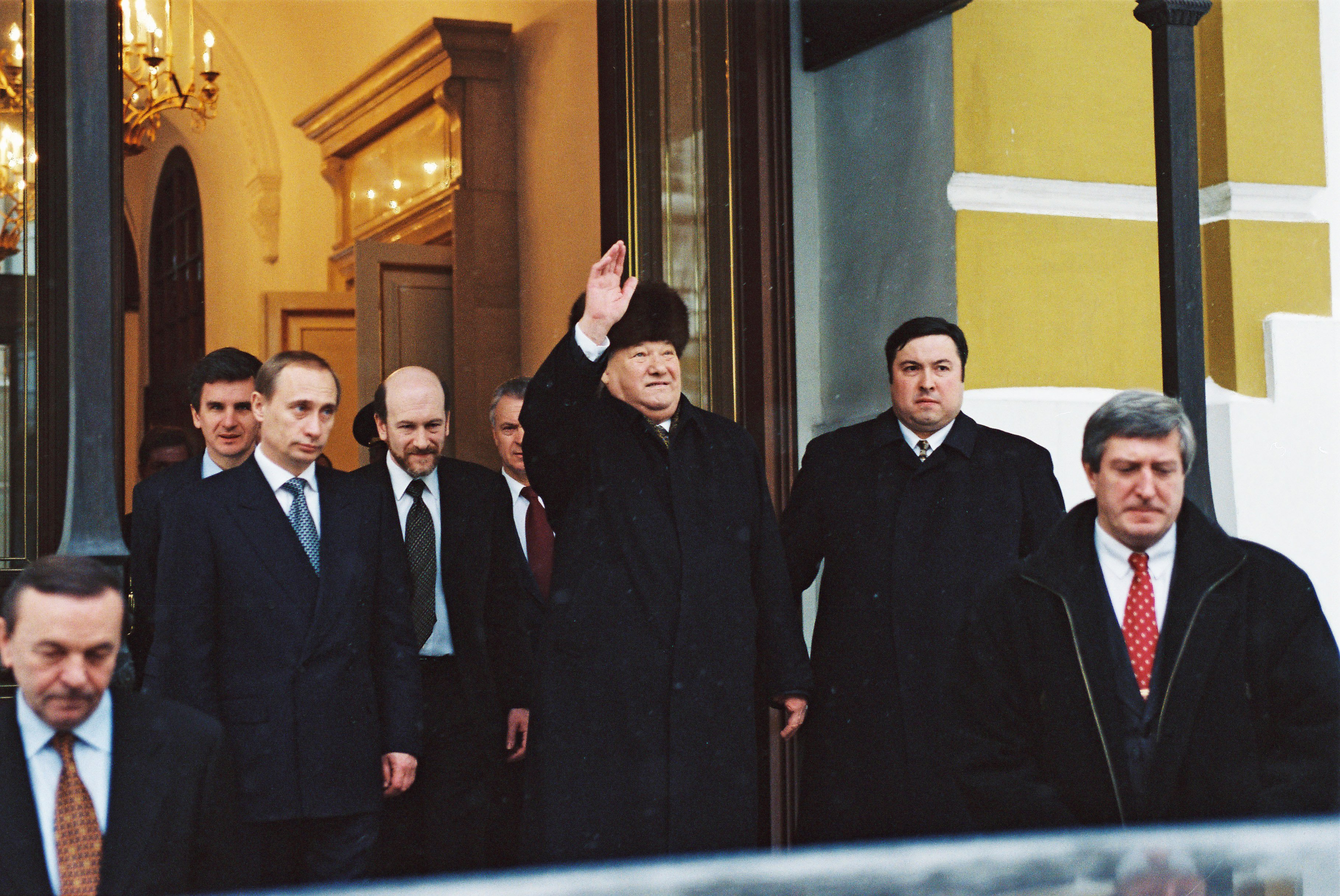
1999年12月31日，叶利钦离开克里姆林宫，身旁为总统办公厅主任沃洛申和代总统普京

1999年8月9日，叶利钦遴选普京为政府总理和自己的继承人後，同年12月31日以體弱多病為由，突然宣布辞职，改由普京接任為臨時總統，並移交戰略核武器控制权。他在俄國電視上向俄國人民作年終致詞時，說經過長時間和艱苦的深思熟慮後決定退休，他指俄羅斯需要新一代有活力的政治領袖帶領進入新世紀，請求國民原諒他過去的行政失誤，並為無法達成人民的期望而道歉。
史學家Arkady Ostrovsky認為，當時葉爾辛可能與普丁達成了由普丁來保護葉爾辛貪腐的交易。因為之前普丁也曾保護貪腐的上司─聖彼得市市長，普丁十分看重用人唯忠，所以葉爾辛對普丁保護貪腐上司的能力有信心，使得普丁於四位繼承人中出線。

## 退休生活
退休後的葉利欽雖然淡出政壇，但仍獲得俄羅斯政府的優厚待遇。他住在莫斯科郊外的國有豪華別墅，身旁廚師、警衛、醫生俱全，出入有警車開路，還可乘坐政府專機。退休後，他每年出國遠遊8至10次，費用全由國家支付。他亦愛讀書及看電影。為控制體重，他每天下午4時後便不再進食。
2000年5月7日，叶利钦出席了其继任者弗拉基米尔·普京的总统就职仪式。
2001年，俄羅斯《消息報》曾指葉利欽在中國大陸接受兩星期的中醫治療，為他治病都是中國一流名醫，療程包括以道家學說派生的氣功治療、按摩及中草藥療法。其中氣功治療被俄新聞界稱為「返老還童功」。但他本人否認接受治療，指「沒有任何理由讓我接受治療，我是一個完全健康的人」，他只承認在中國大陸期間只是看戲、游水、桑拿，訪問過幾個城市，度過愉快假期。
而有「小葉利欽」之稱的外孫鮑里斯正攻讀經濟學研究生，被外界視為他最有可能的繼承人，但葉利欽曾說若希望孩子幸福，就不要把他推上政治。
葉利欽淡出政治後雖然保持低調，絕少發表公開講話，但2004年9月13日，別斯蘭人質危機爆發後，普京企圖廢除地區領導的選舉，改由他親自任命，葉利欽與戈爾巴喬夫罕有地批評普京此舉是民主倒退，返回蘇俄時代的中央集權制度。 但在2006年的壽宴上，他又批評美國「獨專」（monopolistic）的外交政策，並指普京是俄羅斯人民正確的選擇。
2006年2月1日生日時，在克里姆林宮為他舉辦盛大宴會，邀請200多位名流出席，當中有美國前總統克林頓、德國前總理科爾。俄國媒體形容，葉利欽可能是「全俄羅斯最幸福的退休老頭」。

## 去世

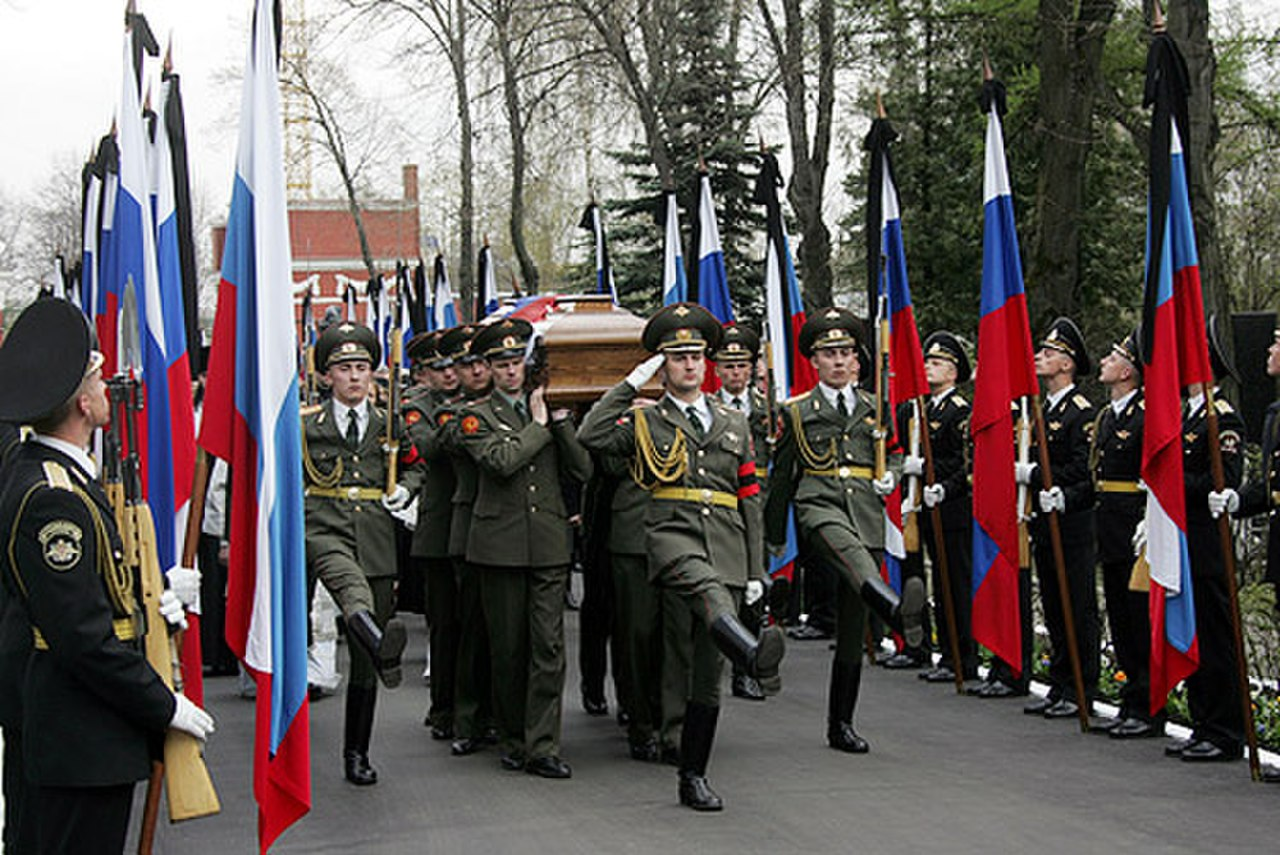
叶利钦的葬礼，2007年4月25日。

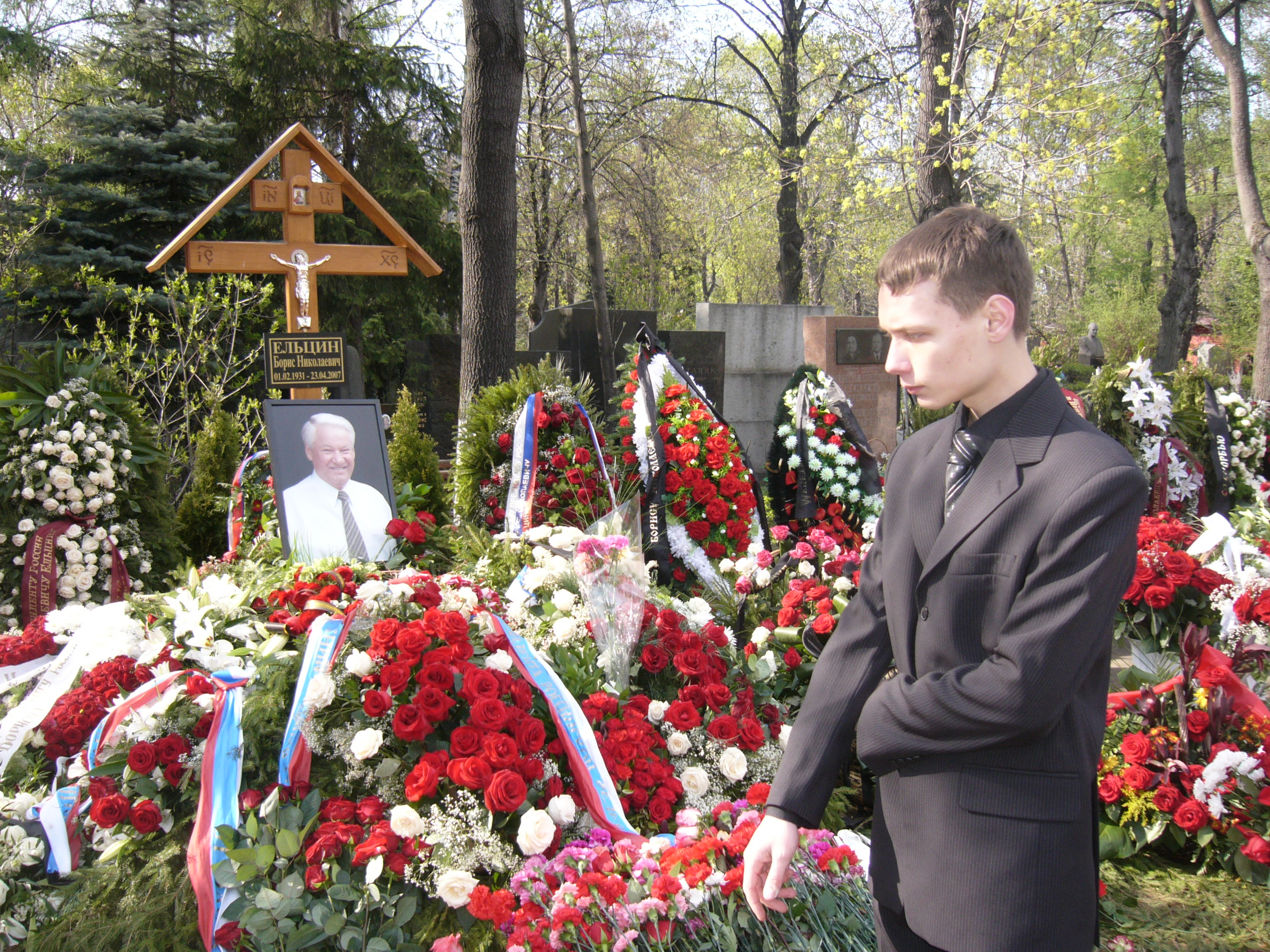
叶利钦之墓

叶利钦在2007年4月23日因心衰竭在莫斯科中央临床医院逝世，享年76岁。《共青团真理报》援引专家的话说，叶利钦3月25日到4月2日对约旦进行的访问是发作的原因之一。死后他的遗体被安放在莫斯科救世主大教堂供人瞻仰。2007年4月25日，葬礼在新圣女公墓进行。
這是繼1894年俄國沙皇亚历山大三世之后的113年中，叶利钦是第一位死后举行教堂葬礼的俄国首脑。
俄国总统弗拉基米尔·普京宣布，在他葬礼日为全国哀悼日，国旗降半旗，当天一切娱乐节目推迟。
葬礼當日早上，儀式在東正教的救世主大教堂進行後，隨即走到莫斯科三里外的新處女公墓下葬；在下葬期間，先由士兵的擁護下到達墓地前。在墓地前，葉利欽的兩名女兒以及太太先後向葉利欽遺體道别，而葉利欽太太更為其夫作吻別及少少打扮。
下葬的一刻，在東正教宗主教的祝福後，葉利欽的遺體的棺本下達至墓地的土地時，軍方隨即向葉利欽發放禮炮及奏起俄羅斯國歌後，整個國葬的儀式完成。
參與葬禮的有俄羅斯總統普京、前美國總統老布殊、克林頓、前蘇聯總統戈爾巴喬夫、俄羅斯主要領導人以及其他北歐國家元首等。
叶利钦妻子奈娜·叶利钦娜和女兒葉蓮娜、塔季揚娜皆有參加葬禮。
总统弗拉基米尔·普京，在宣布他葬礼日为全国哀悼日时说：

（叶利钦的）担任的总统使他为俄罗斯人民记住，使他为世界人民记住。...他的任期中，崭新的民主俄罗斯诞生了：一个自由、开放与和平的国家。一个国家，真正权属人民。...（他是）第一位因点子与抱负，为俄罗斯公民强力支持的总统。由于鲍里斯·叶利钦决心与努力，一个将人权作为最高价值的制度诞生了。这个制度给予人民自由表达思想，自由选择俄罗斯政权之权利，允许人民实现创造和立业之计划。这个制度使得我们开始建立一个真正有用的联邦。...我们知道，他是一位勇敢、热心、有活力的人。他是一位正直、勇敢的国家领导人。他在捍卫自己职位时勇敢而坦诚。...叶利钦勇敢承担他追求一切的责任。（纪念）他为俄罗斯与俄罗斯人民做过和尝试去做事情。而且他总是先俄罗斯人民艰难之困苦为困苦。
前苏联领导人米哈伊尔·戈尔巴乔夫在叶利钦去世后发表哀悼声明，称对这位对国家有功有过的人的家庭表示最深切的哀悼。

## 著作
- 《我的自述》1990年，中文版1992年东方出版社；1988年12月-1989年3月苏联人民代表选举纪事
- 《总统笔记》1994年，中文版1995年东方出版社；1990年5月-1993年9月首任总统记述
- 《午夜日记》2000年，中文版2001年译林出版社。1996年-1999年连任后的记述

## 纪念

新聖女公墓的葉利欽紀念墓碑

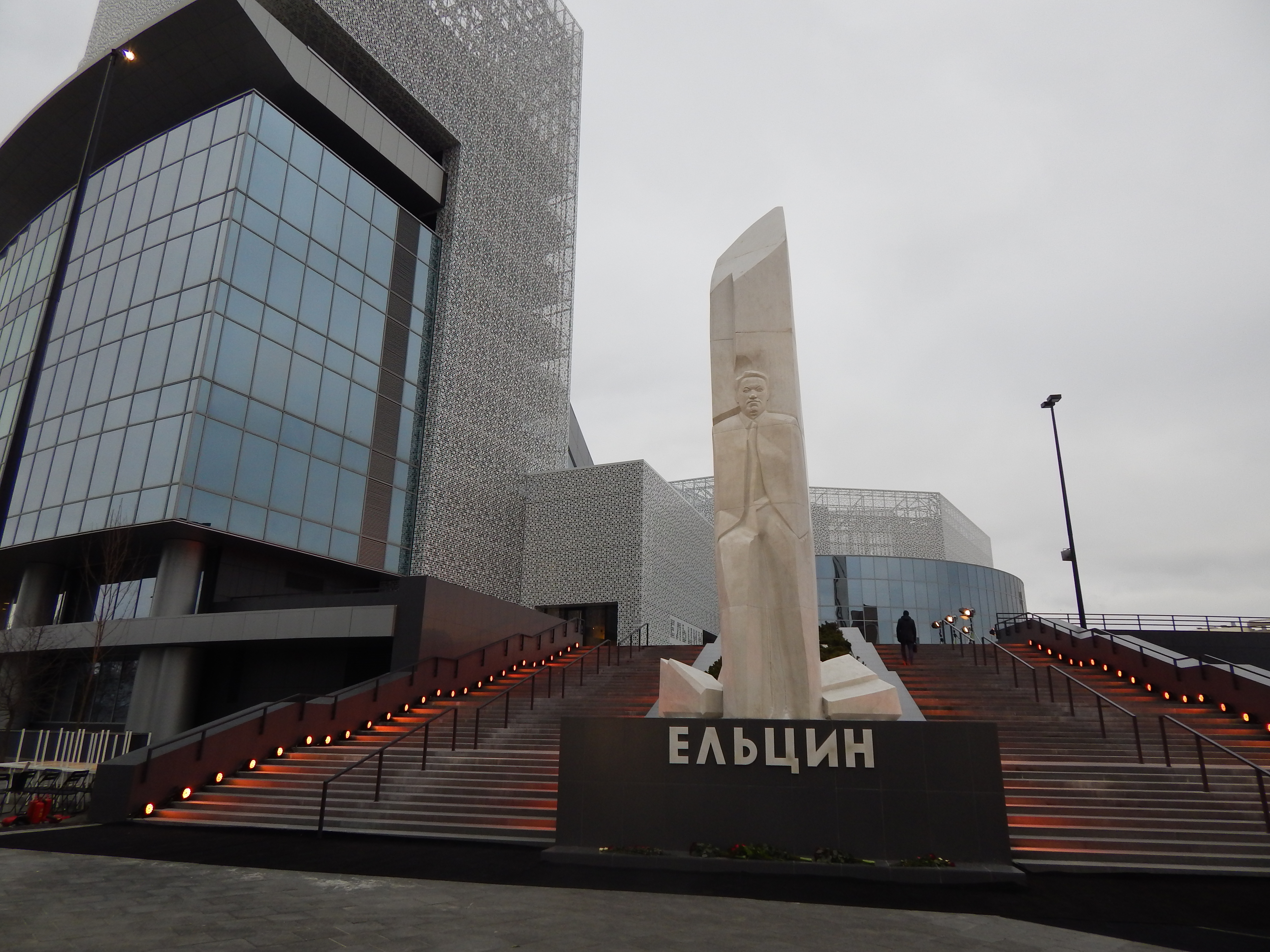
葉利欽中心及其紀念雕像

2008年4月，新圣女公墓的一座叶利钦纪念馆落成，一支军队合唱团表演俄羅斯國歌《俄羅斯聯邦國歌》，歌词反映俄罗斯的新状态。
2015年11月，鮑里斯·葉爾欽總統中心在葉卡捷琳堡開幕。

## 荣誉与奖项
俄罗斯联邦和苏联：
- 祖国功勋勋章（2001年6月12日）–为俄罗斯联邦的建立和发展做出的杰出贡献
- 列寧勳章（1981年1月30日）–对苏联共产党的服务，及庆祝50岁生日
- 劳动红旗勋章，两次；
  - 1971年8月 – 执行五年计划有功
  - 1974年1月 – 对建设斯维尔德洛夫斯克韦尔赫-伊谢茨基冶金工厂冷轧车间的贡献
- 荣誉勋章（1966年）
- 喀山建城一千周年纪念奖章（2006年）
- 弗拉基米爾·伊里奇·列寧誕辰一百週年紀念獎章（1969年11月）
- 1941-1945年偉大衛國戰爭勝利三十週年獎章（1975年4月）
- 苏联武装力量六十周年奖章（1978年1月）
- 经济成就展金奖 （1981年10月）

其他国家：
- 弗朗西斯克·斯科里纳奖章（ 白俄羅斯，1999年12月31日） – 为发展和增强白俄罗斯-俄罗斯合作关系的杰出贡献
- 金鹰勋章 （ ，1997年）
- 一级智者雅罗斯拉夫王子勋章（英语：Order of Prince Yaroslav the Wise）（ 乌克兰，2000年1月22日） – 为发展和增强乌克兰-俄罗斯合作关系的杰出贡献
- 骑士大十字项链级意大利共和国功勋勋章（ 義大利，1991年）
- 一级三星勋章（ 拉脫維亞，2006年）
- “伯利恆2000”奖章 （ 巴勒斯坦权力机构，2000年）
- 大十字级（ 法國榮譽軍團勳章）
- 一级好望角勋章（ 南非，1999年）
- 1月13日奖章（ 立陶宛，1992年1月9日）
- 大十字级维蒂斯十字勋章（ 立陶宛，2011年6月10日，追授）
- 个人英勇勋章（ 德涅斯特河沿岸，2001年10月18日）

机构奖项：
- 亚·米·戈尔恰科夫纪念奖章（ 俄羅斯外交部, 1998）
- 奥林匹克金质勋章（ 國際奧委會，1993年）

宗教奖项：
- 一级德米特里·顿斯科伊大公勋章（俄罗斯东正教会, 2006）
- 耶路撒冷聖墓騎士團勋章 （希腊耶路撒冷东正教会, 2000）

头衔：
- 斯维尔德洛夫斯克州榮譽居民（2010, 追授）、 蒙特內哥羅（2005）、萨马拉州 （2006）、葉里溫（ 亞美尼亞）（2002）、 荣誉公民

## 评价
世人对于叶利钦评价呈两极分化。西方国家大多数对其赞美。俄罗斯民族主义者、俄罗斯左派、大多数俄罗斯民众甚至一些前苏联异见人士都对其口诛笔伐，认为叶利钦是俄罗斯的民族罪人。

### 正面
- 苏联前領導人戈爾巴喬夫：「（葉爾辛）為國家立下大量功績，但同時亦背負了很多嚴重錯誤，堪稱悲劇命運。」
- 中华人民共和国外交部發言人劉建超表示，葉利欽在任期間高度重視對華關係，中俄兩國建立了戰略協作夥伴關係，解決了歷史遺留的邊界問題，兩國各領域的合作快速發展。他為中俄關係發展作出了突出貢獻。葉利欽的不幸逝世，使中國人民失去了一位摯友。[36]
- 美国前總統乔治·沃克·布什：「葉利欽總統是歷史性人物，在重大時刻為他的國家服務。在蘇聯解體扮演重要角色，幫助奠定俄羅斯自由的基石，也是他國家歷史上首位民選首領。」[37]
- 欧盟主席巴羅佐：「他拉近了東西方，把對立變成合作。」
- 法國總統希拉克：「世界會懷念葉利欽的勇氣、堅忍和政治路向，他令自由得到勝利，引領俄羅斯走向民主。」
- 英国首相布莱尔：“当我听到叶利钦逝世的消息之后，感到非常悲哀。他是一个不平常的人。”
- 德国總理默克尔：“叶利钦对于俄德两国关系的发展做出的贡献我们将铭记于心。”
- 乌克兰首任總統克拉夫丘克：“叶利钦是一个矛盾的人物，像所有伟大的政治家一样，没有逻辑可遵循。叶利钦是一个重要的历史人物。”[38][39]
- 俄羅斯總統普京2007年12月19日接受采访时认为叶利钦有历史功绩[40]。
- 俄新社2007年报道称有政治学家认为叶利钦的功绩有：没有迫害苏共党员（有观点认为八一九事件后在11月6日叶利钦在他的第169號行政命令終止蘇聯共產黨在俄羅斯的活動是迫害活动）、取消新闻检查制度（有观点提出此评论不正确，俄罗斯1993年宪政危机中叶利钦禁止俄罗斯民族主义及左派报章刊物的发行，日后此类报纸才恢复出版[41]）、建立市场经济体制、建立和保卫俄罗斯民主自由体制、私有化房屋使数百万人拥有了自己住房[42]。

### 负面
- 前苏联异议作家和诺贝尔文学奖得主索尔仁尼琴在2000年称：“叶利钦时代的结果是，我们的政治、经济、文化和道德生活等所有基础领域都被摧毁或洗劫……我们还要继续洗劫和摧毁俄罗斯，直到一切荡然无存吗？”[43]在2008年接受《明镜》周刊采访时更是评价道：“叶利钦同样对人民生活不负责任他努力使国有财产尽可能快地转入私人之手，他听任俄国的财富毫无阻拦地受人掠夺。为了得到地方诸侯的支持，他直截了当地要求实行分离主义，促使通过了使俄罗斯国家四分五裂的决议。这就剥夺了俄国的当之无愧的历史作用和它在国际社会中的地位。西方则报之以大声喝彩。”他还曾在2000年叶利钦下台后认为应该起诉他。[44][45]
- 俄新社2007年评论：“大多数政治家以及与政治没有丝毫关联的俄罗斯人都认为叶利钦在以下事件上犯了错误：1991年《别洛韦日协议》的签订和苏联解体；俄罗斯工业生产大幅下降为1991年水平的一半；1992年价格放开和由此导致的居民生活水平急剧下降；1993年剥夺了大多俄罗斯人占有的苏联集体财产份额的私有化运动,且在當年10月時由叶利钦当局与最高苏维埃冲突导致的炮打白宫；1995年车臣战争；1996年导致金融寡头大肆掠夺国有资产的国有企业大拍卖；1998年造成国家金融体系彻底崩溃的经济危机。”[42]
- 前蘇聯領導人戈爾巴喬夫在2013年3月30日俄新社公开演讲中认为，苏联解体的责任应由俄罗斯联邦的第一任总统叶利钦负责，因为叶利钦所主张的改革方针是“不负责任的”[46]。
- 全俄社会舆论研究中心2012年公布的一项调查结果显示，在近一百年内俄罗斯历任领导人中，米哈伊尔·戈尔巴乔夫和鲍里斯·叶利钦奉行的政策是最不受欢迎[47]。
- 前苏联异议作家亚历山大·季诺维耶夫在1996年曾激烈批判叶利钦，认为俄罗斯丢掉了大国地位和失去影响力[48][49]。
- 英国《每日电讯报》在报道叶利钦去世文章称：“他（叶利钦）掌控俄罗斯的时候是在一个混乱状态下，然后又让俄罗斯陷入另一种混乱的状态在1999年移交政权的时候。”并且称在叶利钦的执政时政策让“穷人失去一辈子的积蓄在通货膨胀和物价上涨[50]”。
- 欧盟在1999年抨击俄罗斯在车臣的政策，遭到叶利钦反击[51]。
- 张春桥在1992年1月21日的家书中写道：“早在赫鲁晓夫上台以后，我们党就指出 ：赫集团的上台，是资产阶级上台。这不是乱戴帽子，而是事实……戈尔巴乔夫、叶利钦不过是扮演了赫鲁晓夫五世、六世的角色，全面地公开地实行反动的资产阶级专政罢了……苏联人民上了当，受了骗。我觉得叶利钦这个人很可爱，他公开讲反对共产主义，雷厉风行地搞私有化，搞市场经济，不像戈尔巴乔夫那样羞羞答答，拖泥带水，明明是搞资本主义，却打着苏联、苏共、‘人道的民主的社会主义’这类旗号。叶利钦的可爱之处，就是他能够擦亮苏联人民的眼睛，启发人民的觉悟。当然，他的真面目还是掩饰起来的，不然早就被识破了。”[52]